# Erich Gerner
Erich Gerner (* 22. Oktober 1906 in Untermerzbach; † 23. Februar 1992 in München) war ein deutscher Jurist und Rechtshistoriker, der nach verschiedenen Stationen im bayerischen Justiz- und Staatsdienst von 1963 bis 1972 an der Universität München lehrte.

## Leben
Erich Gerner, der Sohn des Apothekers Julius Gerner und der Clara geb. Rattinger, besuchte vom Oktober 1916 bis Ostern 1925 das Neue Gymnasium in Bamberg und studierte anschließend Rechtswissenschaften an den Universitäten zu Erlangen, Berlin und München. Nach dem juristischen Staatsexamen 1929 war er drei Jahre lang Gerichtsreferendar in München. Während dieser Zeit wurde er am 28. Juli 1932 bei Leopold Wenger zum Dr. iur. promoviert. Danach bereitete er sich auf die Assessorprüfung vor. Nachdem er auf Empfehlung des Bayerischen Staatsministeriums der Justiz zum 1. Mai 1933 der NSDAP beigetreten war (Mitgliedsnummer 3.202.786), wurde er zum 1. November 1933 in den bayerischen Justizdienst aufgenommen. Gerner arbeitete als Ermittlungsrichter am Amtsgericht Starnberg, ab 1935 am Amtsgericht Dinkelsbühl, schließlich ab dem 1. September 1936 am Amtsgericht München, wo er zunächst im Strafgericht, später ab 1937 im Sonderreferat für Wirtschaftsangelegenheiten tätig war. Nach dem Ende des Zweiten Weltkriegs wurde Gerner zunächst vom Dienst suspendiert und durchlief dann das Spruchkammerverfahren. Er wurde am 29. Oktober 1946 in die Kategorie V („Entlasteter“) eingestuft; nach Berufung wurde er am 8. März 1947 in die Kategorie IV („Mitläufer“) eingestuft; dieser Spruch wurde am 3. August 1948 aufgehoben.
Nach Abschluss der Entnazifizierung wurde Gerner im Herbst 1948 als Generalstaatsanwalt an das Oberlandesgericht München versetzt. Ende 1949 wurde er dort zum Oberlandesgerichtsrat ernannt; im selben Jahr habilitierte er sich an der Universität München im Fach Römisches Recht. 1950/51 ordnete ihn das Bayerische Staatsministerium der Justiz als Bevollmächtigten bei der Bundesregierung in Bonn ab. Danach leitete er ab 1951 die Abteilung für Verfassung und Gesetzgebung in der Bayerischen Staatskanzlei, von 1956 bis 1962 im Rang eines Ministerialdirigenten. 1963 nahm er einen Ruf der Universität München auf einen neugeschaffenen Lehrstuhl für Römisches, antikes und bürgerliches Recht an und lehrte dort bis zu seiner Emeritierung 1972.
Als Rechtshistoriker war Gerner auf das attische Recht spezialisiert. Er verfasste dazu mehrere Monografien, Aufsätze und Lexikonartikel (in Paulys Realenzyklopädie der klassischen Altertumswissenschaft). Zusammen mit Wolfgang Kunkel, Dieter Nörr und Gerhard Thür gab er die Reihe Münchener Beiträge zur Papyrusforschung und antiken Rechtsgeschichte heraus, die sein akademischer Lehrer Leopold Wenger begründet hatte.

## Schriften (Auswahl)
- Zur Unterscheidbarkeit von Zivil- und Straftatbeständen im attischen Recht. München 1934 (Dissertation)
- Tymborychia. In: Zeitschrift der Savigny-Stiftung für Rechtsgeschichte. Romanistische Abteilung. Band 61 (1941), S. 230–275.
- Zum Begriff δίκη im attischen Recht. In: Münchener Beiträge zur Papyrusforschung und antiken Rechtsgeschichte. Band 34, München 1935 (= Festschrift für Leopold Wenger zu seinem 70. Geburtstag dargebracht von Freunden, Fachgenossen und Schülern), S. 242–268
- Historisch-soziologische Entwicklungstendenzen im attischen Recht. In: Zeitschrift der Savigny-Stiftung für Rechtsgeschichte. Romanistische Abteilung. Band 67 (1950), S. 1–46.
- Beiträge zum Recht der Parapherna. Eine ehegüterrechtliche Untersuchung. München 1954
- mit Hugo Winckhler: Wirtschaftsstrafgesetz 1954. München / Berlin 1954
- mit Claus Leusser: Bayerisches Beamtengesetz (vom 18. Juli 1960). Handkommentar. München 1961. 2. Auflage 1970–1971